# Henning Edens
Henning Edens (* 22. Februar 1885 in Hamburg; † 14. Januar 1943 ebenda) war ein deutscher Maler.

## Leben und Wirken

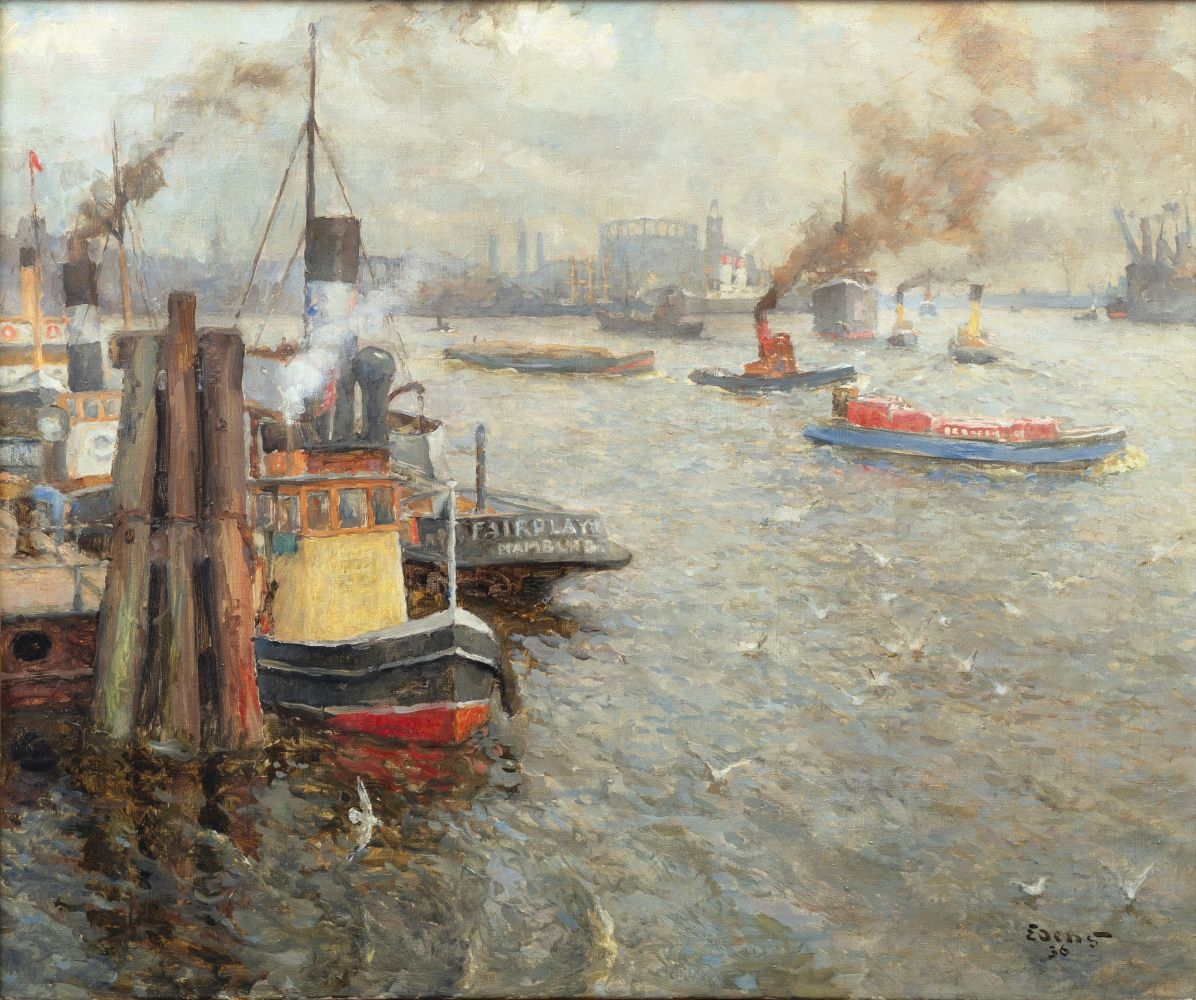
Henning Edens: Schiffsverkehr im Hamburger Hafen, 1936

Henning Edens war ein Sohn des Tierarztes Emil Edens und dessen Ehefrau Jennie. Er hatte zwei ältere und einen jüngeren Bruder. Edens absolvierte eine Ausbildung zum Maler und besuchte von 1905 bis 1908 die Kunstakademie Dresden. Zu seinen Lehrern gehörten Robert Sterl und Carl Bantzer. Danach besuchte er bis 1910 die Kunstakademie Königsberg und bereiste Holland und Frankreich. 1911 ging er nach Altona, wo er 1918 die Malerin Ilse Tesdorpf-Edens ehelichte.
Ab 1919 engagierte sich Edens als Mitglied bei organisatorischen Aufgaben des Altonaer Künstlervereins. Als der Verein die Stadt Altona als „Stadt der Kultur“ bekannt machen wollte, beteiligte sich Edens an der „Kunstausstellung Altona“ 1929, bei der viele bedeutende deutsche Künstler ausstellten. Nach der Machtergreifung übernahm er 1933 den Vereinsvorsitz und 1939 das Amt des Kassenwarts des Künstlervereins, in dem es jedoch aufgrund politischer und interner Streitigkeiten kaum noch Aktivitäten gab. Edens war zudem noch Mitglied des Hamburger Künstlerverein, dem er seit 1912 angehörte.
In der Zeit des Nationalsozialismus war Edens Mitglied der Reichskammer der bildenden Künste. Für diese Zeit ist seine Teilnahme an 17 Ausstellungen sicher belegt, darunter 1936 in Essen Westfront 1936. Freie Kunst im neuen Staate.
Er geriet allerdings in Konflikt mit der Regierung im Altonaer Rathaus.
Während des Zweiten Weltkriegs hatte Edens eine Wohnung samt Atelier am Rödingsmarkt. Durch Bombeneinschlag verbrannten die Wohnung und der Großteil seiner Bilder Ende 1942.

## Werke
Edens arbeitete als Freilichtmaler später Hamburger Schule. Er malte bevorzugt Landschaftsmotive aus Norddeutschland und Skandinavien. Die Anregungen hierzu hatte er während zahlreicher Reisen Mitte der 1930er Jahre erhalten. Bei der Gestaltung seiner Werke malte er oftmals im Stil alter holländischer Maler. Bei der Gestaltung von Licht und Farbe sind oft Einflüsse von Claude Monet oder Camille Pissarro zu finden. Obwohl er qualitativ hochwertig arbeitete, gelang ihm, vermutlich auch aufgrund seiner politischen Einstellung, kein wirtschaftlicher Erfolg. Die Stiftung Künstler in Not aus Hamburg erwarb 1931 das Gemälde „Hamburger Hafen“, das in der Hamburger Kunsthalle gezeigt wurde.